# Cardeal da Silva (ort)
Cardeal da Silva är en ort i Brasilien.   Den ligger i kommunen Cardeal da Silva och delstaten Bahia, i den östra delen av landet, 1 200 km öster om huvudstaden Brasília. Cardeal da Silva ligger 64 meter över havet och antalet invånare är 8 271.
Terrängen runt Cardeal da Silva är huvudsakligen platt. Cardeal da Silva ligger nere i en dal. Närmaste större samhälle är Entre Rios, 14,8 km väster om Cardeal da Silva.
Omgivningarna runt Cardeal da Silva är huvudsakligen savann. Runt Cardeal da Silva är det ganska glesbefolkat, med 34 invånare per kvadratkilometer.